# Улрих I фон Регенщайн
Улрих I фон Регенщайн (на немски: Ulrich I von Regenstein; на латински: Olricus comes in Regensteyn; * ок. 1184, пр. 1219, замък Регенщайн при Бланкенбург; † между 24 юни 1265 и 5 юни 1267) е граф на Регенщайн в Харц заедно с брат си Зигфрид I († 1245).

## Произход
Той е син на граф Хайнрих I фон Бланкенбург-Регенщайн († сл. 1245) и съпругата му фон Полебен (* ок. 1156), сестра на Улрих фон Полебен. Внук е на граф Зигфрид фон Бланкенбург († сл. 1172/1182, Палестина). Брат е на Дитрих фон Бланкенбург († сл. 1231), катедрален кантор в Халберщат (1219 – 1221), и на граф Зигфрид I († 1245), граф на Регенщайн.

## Фамилия
Улрих I фон Регенщайн се жени два пъти и има дванадесет деца.
Първи брак: с Матилда. Те имат вероятно шест деца:
- Мехтилд († 21 октомври 1283), омъжена пр. 1253 г. за граф Хайнрих II фон Хонщайн-Клетенберг-Шпатенбург († 1286)
- Улрих II († 27 февруари 1297/4 март 1299), граф на Хаймбург, женен за Агнес фон Лоо († сл. 1299)
- Албрехт I фон Регенщайн (III) († 4 март 1284/14 април 1286), граф на Регенщайн, женен пр. 1 февруари 1275 г. за София фон Липе († 9 януари 1290)
- Хайнрих III „Млади“ († сл. 18 ноември 1292), домхер в Айленщет (1271), архдякон в Айленщет (1276), катедрален схоластикус в Халберщат (1284 – 1289)
- Ото I († сл. 30 септември 1259), домхер в Халберщат и приор във Валбек (1256 – 1259)
- Зигфрид II († сл. 1319)

Втори брак: пр. 1236 г. с графиня Лукард (Лукхарда) фон Грибен (* ок. 1198; † 12 юли 1273/9 януари 1280), дъщеря на граф Ото фон Грибен-Щайн († 1215), внучка на граф Берингер II фон Клетенберг-Лора († 1197) и Берта фон Аменслебен († 1184). Те имат вероятно шест деца:
- Ода (2) († сл. 1 декември 1274), омъжена пр. 1264 г. за Бурхард III фон Мансфелд († 1273), бургграф на Магдебург, граф на Мансфелд
- Луитгард († сл. 1274), омъжена за Герхард II фон Кверфурт († сл. 1300)
- Агнес († сл. 1274), омъжена за Албрехт III 'Стари' фон Хелфта-Хакеборн († 20 април 1305)
- Хайнрих „Стари“ († сл. 1271), домхер в Халберщат (1242 – 1271)
- Попо II († сл. 1268)
- ? Дитрих († сл. 1268)